# Aufseß (Fluss)
Die Aufseß ist ein knapp 30 Kilometer langer, rechter Nebenfluss der Wiesent in der Fränkischen Schweiz, der im bayerischen Oberfranken verläuft.

## Name
Der Name leitet sich vom Schloss Aufseß ab mit der Bedeutung 'hochgelegener Wohnort'.

## Geographie

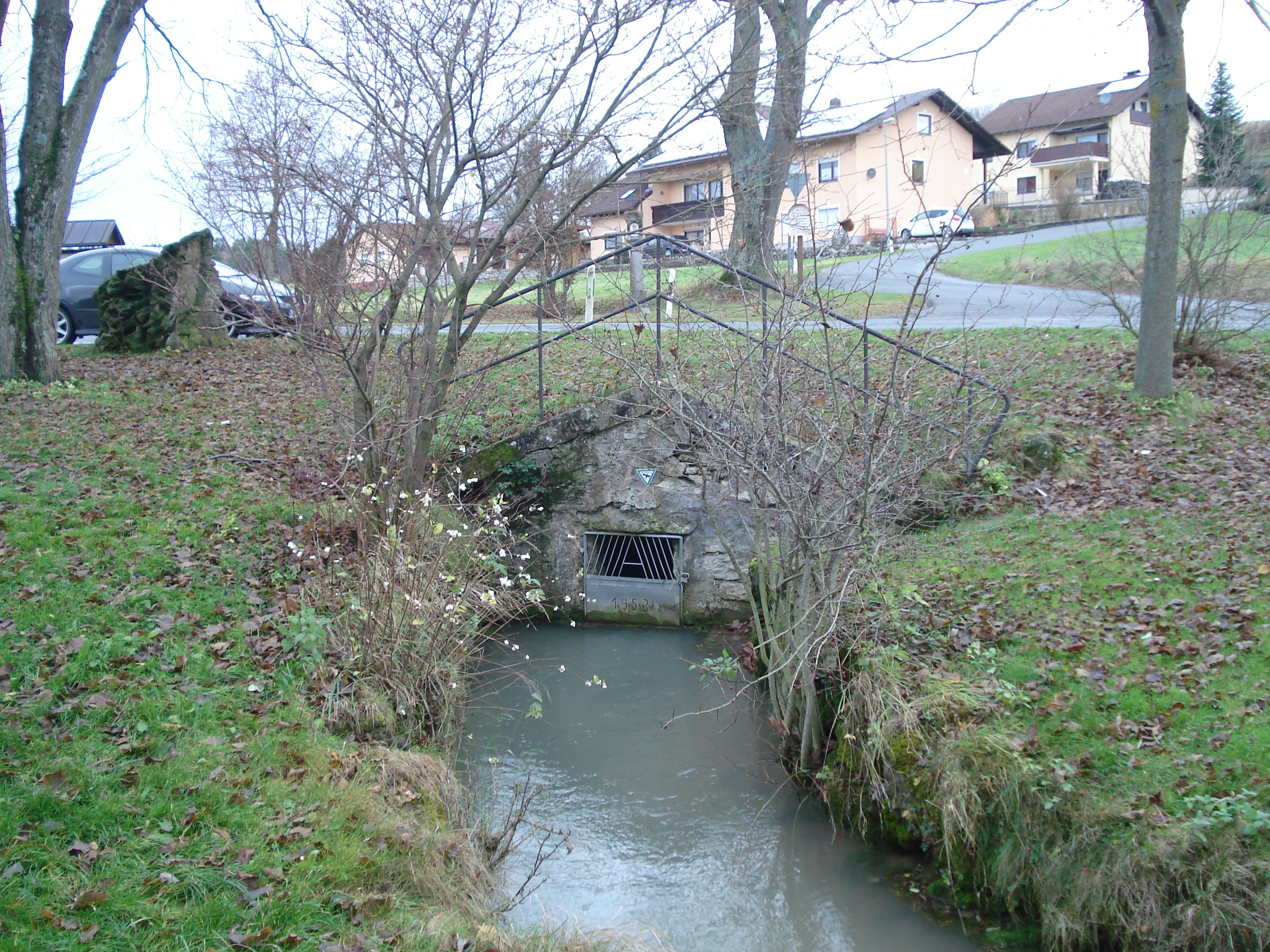
Aufseßquelle

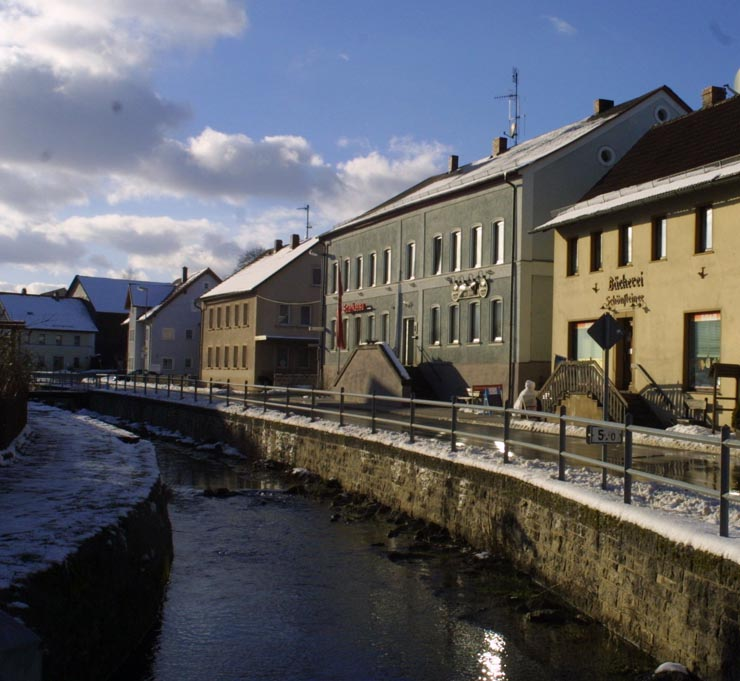
Aufseß in Königsfeld

### Aufseßquelle
Die Aufseßquelle liegt am westlichen Ortsrand von Königsfeld. Es handelt sich um eine Karstquelle, die als Naturdenkmal ausgewiesen wurde. Ein Bildstock an der Quelle erinnert an den Mord am damaligen Pfarrer Funk im Jahr 1632. Über die Osterfeiertage wird die Aufseßquelle als Osterbrunnen geschmückt.

### Verlauf
Die Aufseß fließt vorwiegend nach Südosten in dem zunehmend tiefer in die Hochfläche der Fränkischen Alb eingeschnittenen gleichnamigen Tal und mündet bei Doos von rechts in die Wiesent.

### Zuflüsse
Es münden keine längeren Nebenflüsse in die Aufseß. Sie erhält jedoch Zuflüsse aus Kluft- und Grundwasserzutritten sowie einigen Karstquellen am Flusslauf.

### Flusssystem Wiesent
- Fließgewässer im Flusssystem Wiesent

### Orte entlang der Aufseß
- Königsfeld
- Kotzendorf, Ortsteil von Königsfeld
- Voitmannsdorf, Ortsteil von Königsfeld
- Drosendorf an der Aufseß, Stadtteil von Hollfeld
- Sachsendorf, Ortsteil von Aufseß
- Neuhaus, Ortsteil von Aufseß
- Oberaufseß, Ortsteil von Aufseß
- Aufseß
- Draisendorf, Ortsteil von Wiesenttal
- Wüstenstein, Ortsteil von Wiesenttal
- Kuchenmühle, Ortsteil von Wiesenttal
- Doos, Stadtteil von Waischenfeld

## Charakter und Umgebung
Die Aufseß fließt mitten im Naturpark Fränkische Schweiz-Veldensteiner Forst. Zwischen Wüstenstein und Doos gibt es im Tal der Aufseß keine Straße, was den etwa sechs Kilometer langen Talraum als Wandergebiet geeignet macht. Der Aufseßtal-Wanderweg ist eine Teilstrecke des Main-Donau-Wegs (Juralinie). Das Flüsschen, das in die Wiesent mündet und denselben Namen wie das alte fränkische Adelsgeschlecht dieser Gegend trägt, ist ein noch sehr naturnaher Kalksteinbach der Forellenregion.
Im Ort Aufseß kann man auch heute noch die Aufseß mittels einer Furt durchqueren. An ihrer Mündung in die Wiesent bildet die Aufseß einen als Doos bezeichneten Wasserfall, der bis um das Jahr 1850 herum von einer vier Meter hohen Kalktuff-Barriere verursacht wurde. Einige Jahre vorher waren allerdings Bauern aus dem zwei Kilometer südlich gelegenen Engelhardsberg auf den geschäftsträchtigen Gedanken gekommen, den die Barriere bildenden Tuff als Baumaterial für die Gewölbedecken von Kuhställen zu verwenden. Dieses Gestein war durch ein vorhergehendes Hochwasser frei geschwemmt worden, wodurch der Abbau des Tuffsteins erleichtert wurde. Infolgedessen wurde die Fallhöhe des einst wuchtigsten Wasserfall Frankens halbiert und beträgt heute lediglich noch zwei Meter.

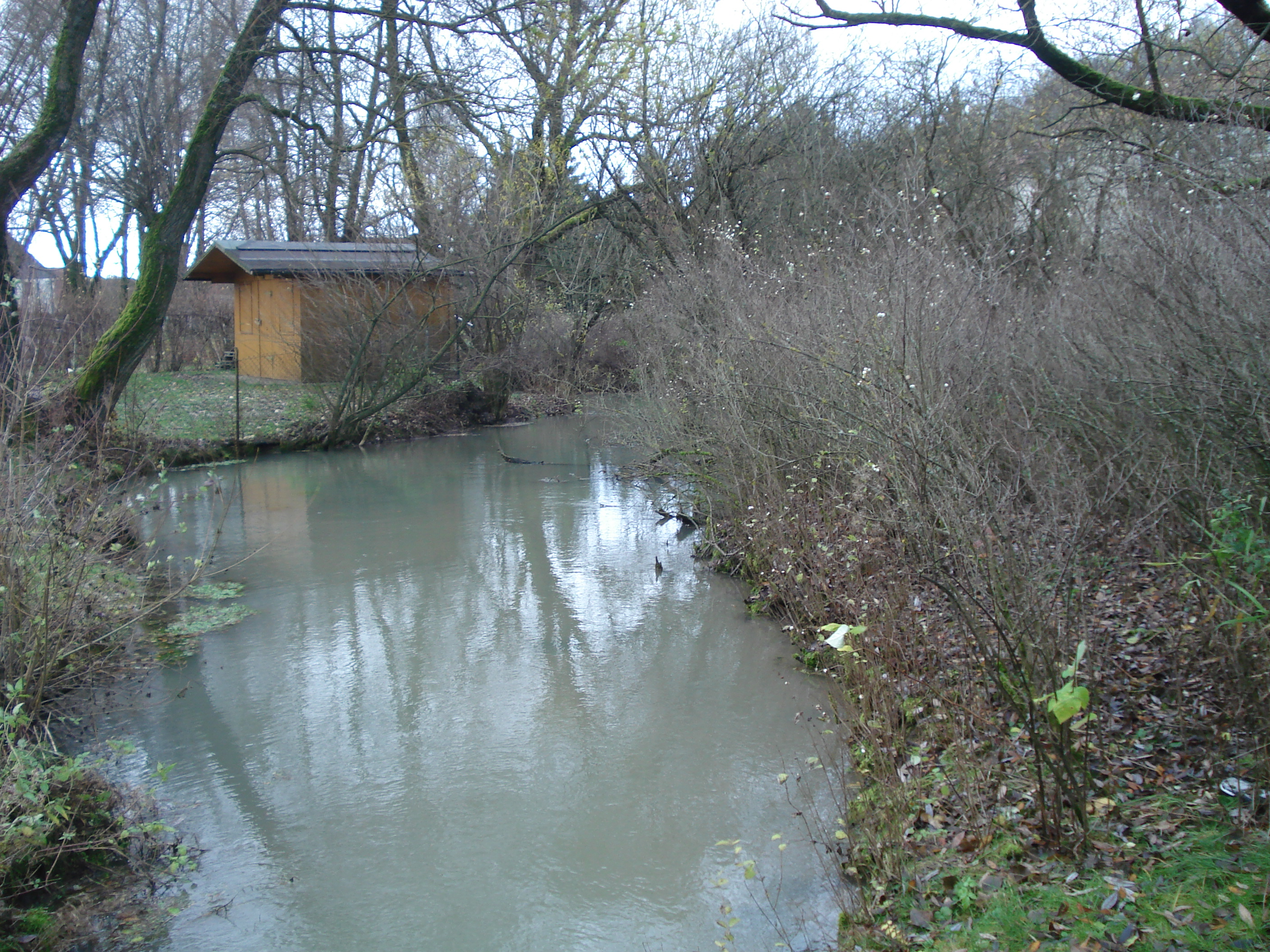
Aufseß nahe der Quelle
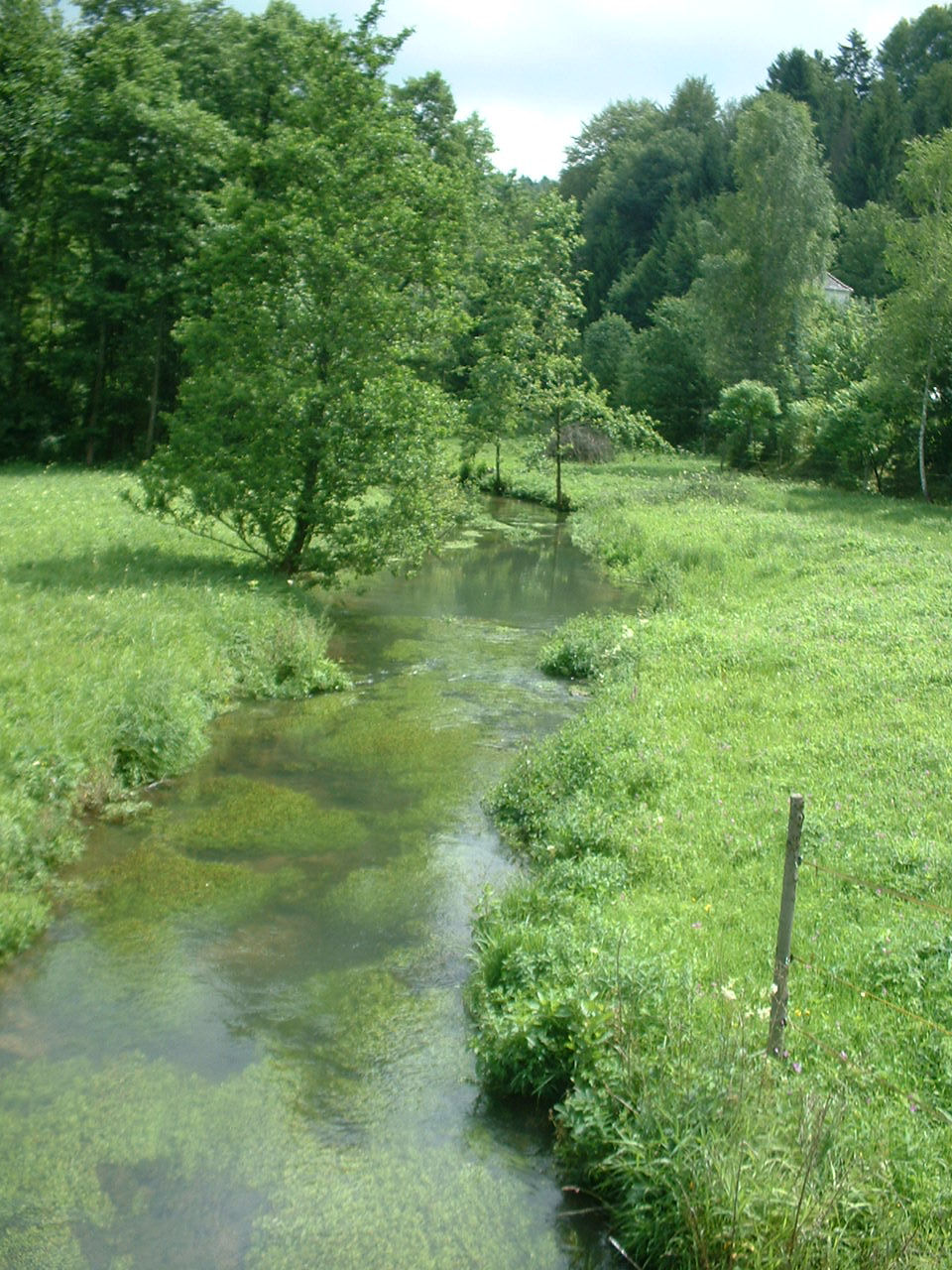
Aufseßtal bei Aufseß
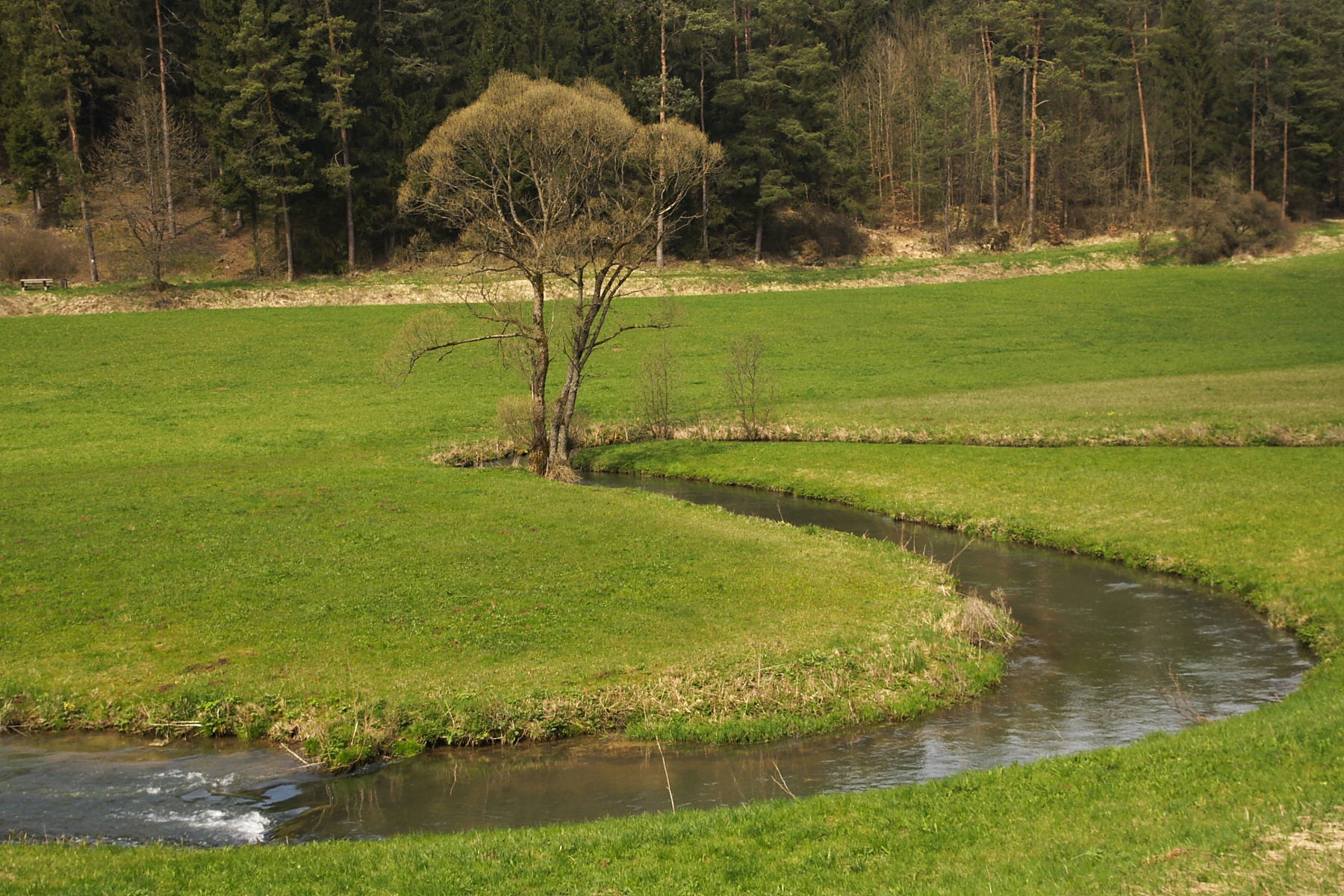
Die Aufseß – mäandernd in der Flussaue
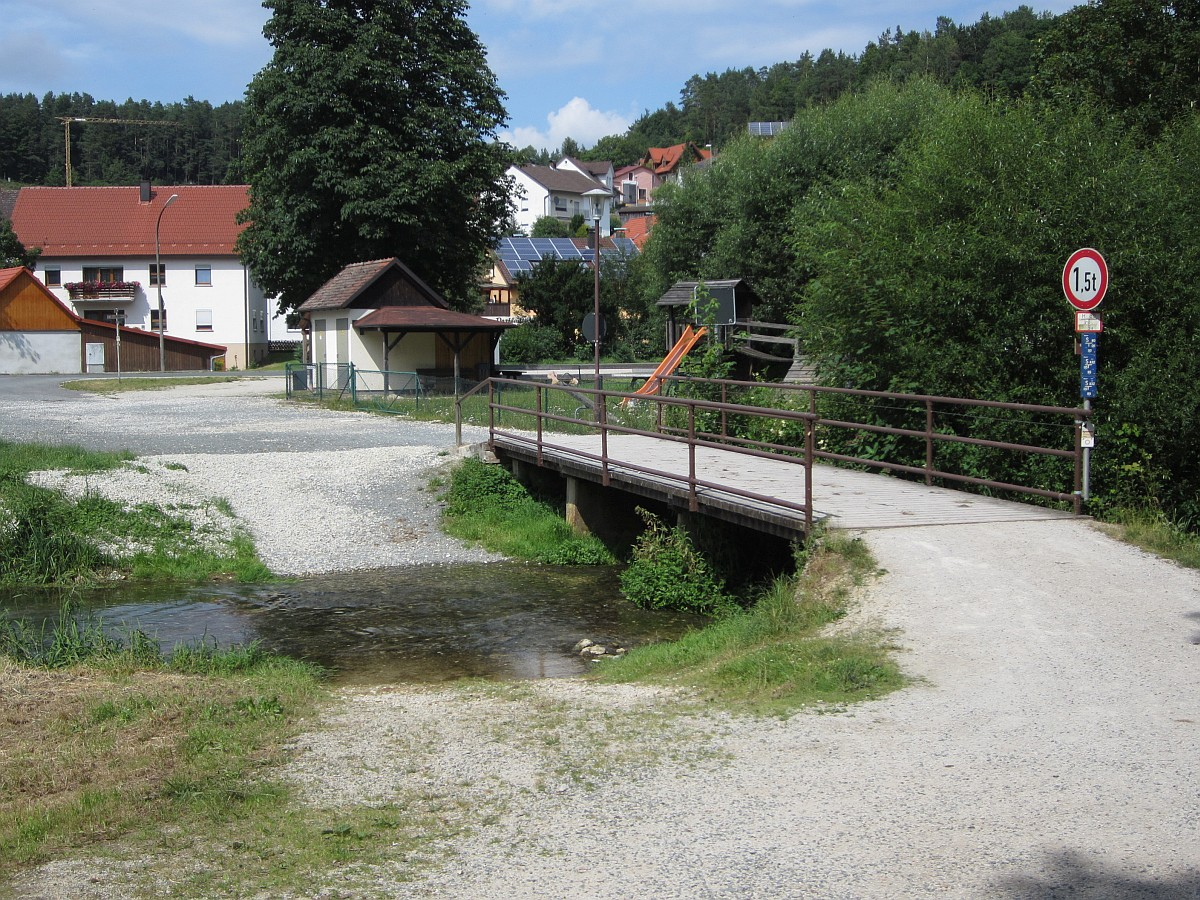
Brücke und Furt in Aufseß
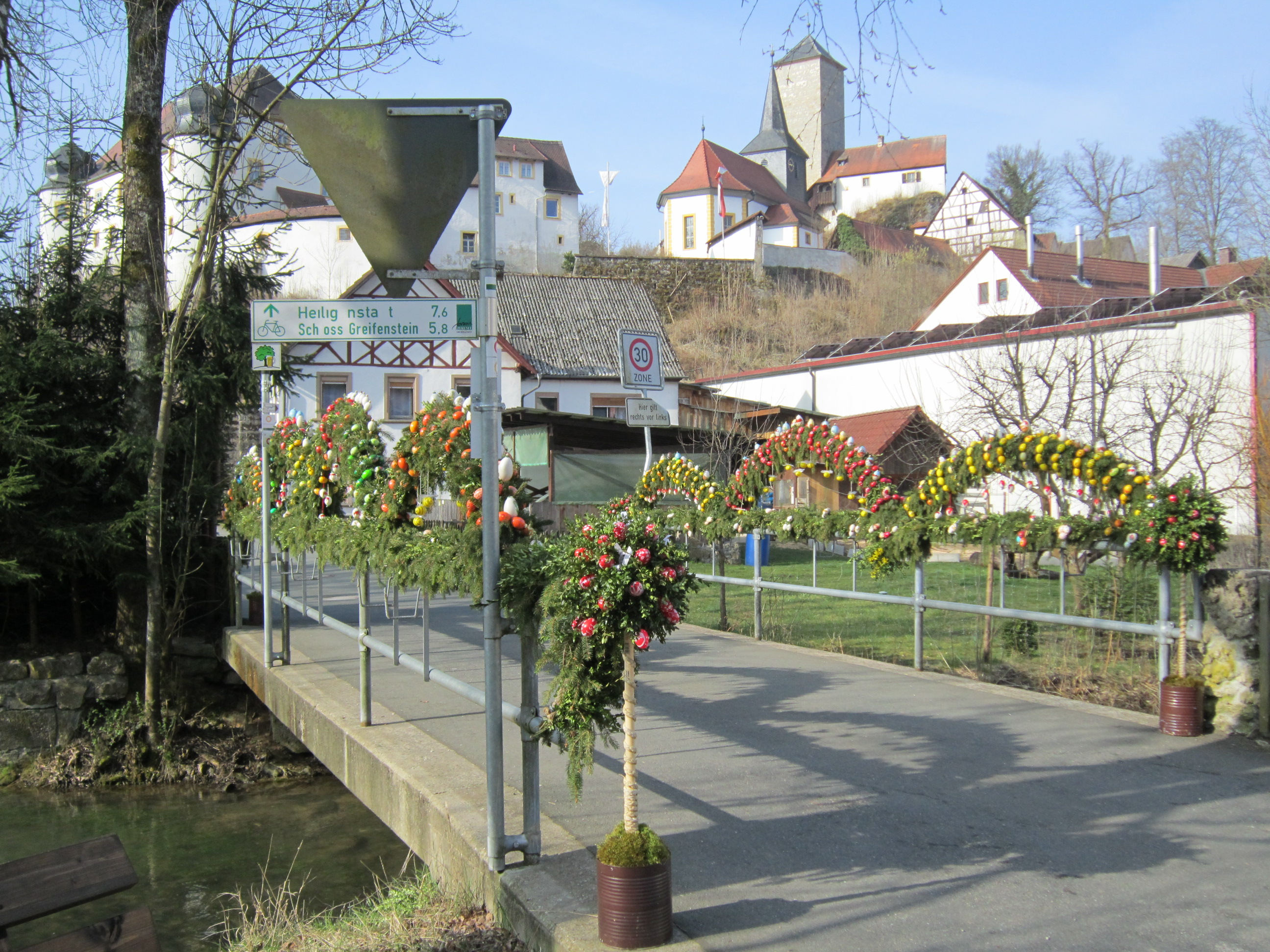
Brücke zum Schloss Unteraufseß